# The Nativity Story
The Nativity Story es una película estadounidense que se estrenó a finales del año 2006. El rodaje empezó el 1 de mayo de 2006 en Albacete (España) y Uarzazat (Marruecos). Otras escenas fueron filmadas en Craco, ciudad fantasma en la región italiana de Basilicata, y Cinecittà en Roma.
Warner Bros. Pictures (via New Line Cinema), la empresa encargada de su distribución, anticipó que el preestreno tendría lugar el 1 de diciembre. Su estreno en las taquillas españolas fue el 8 de diciembre.

## Argumento
La película narra la vida de María (Keisha Castle-Hughes) con su esposo José (Oscar Isaac) en el viaje que tuvieron que hacer desde Nazaret hasta Belén para que naciera Jesucristo. También aborda otras historias, como la adoración de los magos y la persecución de Herodes.

## Reparto
- Keisha Castle-Hughes como María.
- Oscar Isaac como José.
- Ciarán Hinds como Herodes I el Grande.
- Alexander Siddig como Gabriel.
- Hiam Abbass como Ana.
- Shohreh Aghdashloo como Isabel.
- Shaun Toub como Joaquín.
- Stanley Townsend como Zacarías.
- Nadim Sawalha como Melchor.
- Stefan Kalipha como Gaspar.
- Eriq Ebouaney como Baltazar.
- Alessandro Giuggioli como Herodes Antipas.
- Stewart Scudamore como Simeón.
- Ted Rusoff como Pastor anciano.
- Said Amadis como Tero.